# Ilychytis anaemopa
Ilychytis anaemopa är en fjärilsart som beskrevs av Edward Meyrick 1937. Ilychytis anaemopa ingår i släktet Ilychytis och familjen spinnmalar. Inga underarter finns listade i Catalogue of Life.